# 메디쎄이
메디쎄이(영어: Medyssey)는 동화약품의 자회사이자 대한민국의 의료기기 기업이다.

## 역사
2003년 설립되었으며 2007년 메디쎄이로 사명 변경하였고 2015년 10월 코넥스 시장에 상장하였다. 2025년 동화약품에서 인수하였다.

## 사업
척추 임플란트제품을 제조, 판매를 주 사업으로 영위한다.